# John Thompson (sociolog)
John Brookshire Thompson je britský sociolog, profesor sociologie na univerzitě v Cambridge a je členem Jesus College.

## Vzdělání
Thompson získal první titul v oboru filozofie, sociologie a sociální antropologie na Keele University v roce 1975, doktorát získal v roce 1979 na Cambridge.

## Práce
Thompson studoval vliv médií na utváření moderních společností, což je téma, na které se zaměřuje jako jeden z mála sociálních teoretiků. Jedním z klíčových témat jeho práce je role médií při transformaci prostoru a času v sociálním životě a vytváření nových forem akce a interakce mimo časové a prostorové rámce. Silně ovlivňován hermeneutikou, studuje komunikaci a její využití a úzce je propojuje se společenským kontextem. Dalšími klíčovými pojmy jsou transformace viditelnosti jednotlivých obsahů v médiích, média samotná a tradice s nimi spojené. Zabýval se i identitou.

### Zpochybňování „masové komunikace“ a její význam
V Thompsonově médii Média a modernost rozebírá pojem masová komunikace a ptá se, zda je použitelný pro dnešní současné mediální prostředí. Nejprve vyzdvihuje použití slova „masa“ a tvrdí, že většina dnešních sdělovacích prostředků se pro masy nevyrábí, spíše se vyrábí pro specializované trhy. „Termín masa je obzvláště zavádějící. Vyvolává obraz obrovského publika, které zahrnuje mnoho tisíc až miliónů jednotlivců. Může to být přesný obraz v případě některých mediálních produktů, jako jsou nejoblíbenější moderní noviny, filmy a televizní programy, ale stěží je to přesná reprezentace většiny mediálních produktů, ať už minulých nebo současných.“ (Thompson, 1995, s. 13) Rovněž kritizuje použití slova masa v tom, jak kategorizuje publikum na „nediferencované jedince“. (Thompson, 1995, str. 13).
Thompson též pojednává o použití slova „komunikace“ ve spojení s tím, jak je masová komunikace často „převážně jednosměrná“. (Thompson, 1995, str. 14) Jednostrannost masové komunikace dává do kontrastu s tím, že běžná komunikace je obousměrný proces, který se uskutečňuje mezi lidmi. Thompson věří, že ve věku digitálních technologií existují vhodnější pojmy pro popsání fenoménu masové komunikace, které lze použít, včetně „mediované komunikace“ nebo jednodušeji „médií“, která jsou méně zatížena zavádějícími předpoklady.“ (Thompson, 1995, s. 15).